# 弗卢瓦拉克 (滨海夏朗德省)
弗卢瓦拉克（法語：Floirac，法語發音：[flwaʁak]）是法国滨海夏朗德省的一个市镇，位于该省南部，属于桑特区。该市镇于2018年由原弗卢瓦拉克与市镇吉伦特河畔圣罗曼合并而成，前者为政府驻地。

## 地理
弗卢瓦拉克（45°28'38"N, 0°44'52"W）面积16.02 平方千米，位于法国新阿基坦大区滨海夏朗德省，该省份为法国西部滨海省份，北起旺代省，西临大西洋，南至吉倫特省，东南接多爾多涅省，东北接德塞夫勒省接壤，东临夏朗德省。
与弗卢瓦拉克接壤的市镇（或旧市镇、城区）包括：吉伦特河畔莫尔塔涅、布特纳克-图旺、布里苏莫尔塔涅、瑟德尔河畔圣日耳曼、吉伦特河畔圣福尔、贝加当、瓦莱拉克、若-迪尼亚克和卢瓦拉克。
弗卢瓦拉克的时区为UTC+01:00、UTC+02:00（夏令时）。

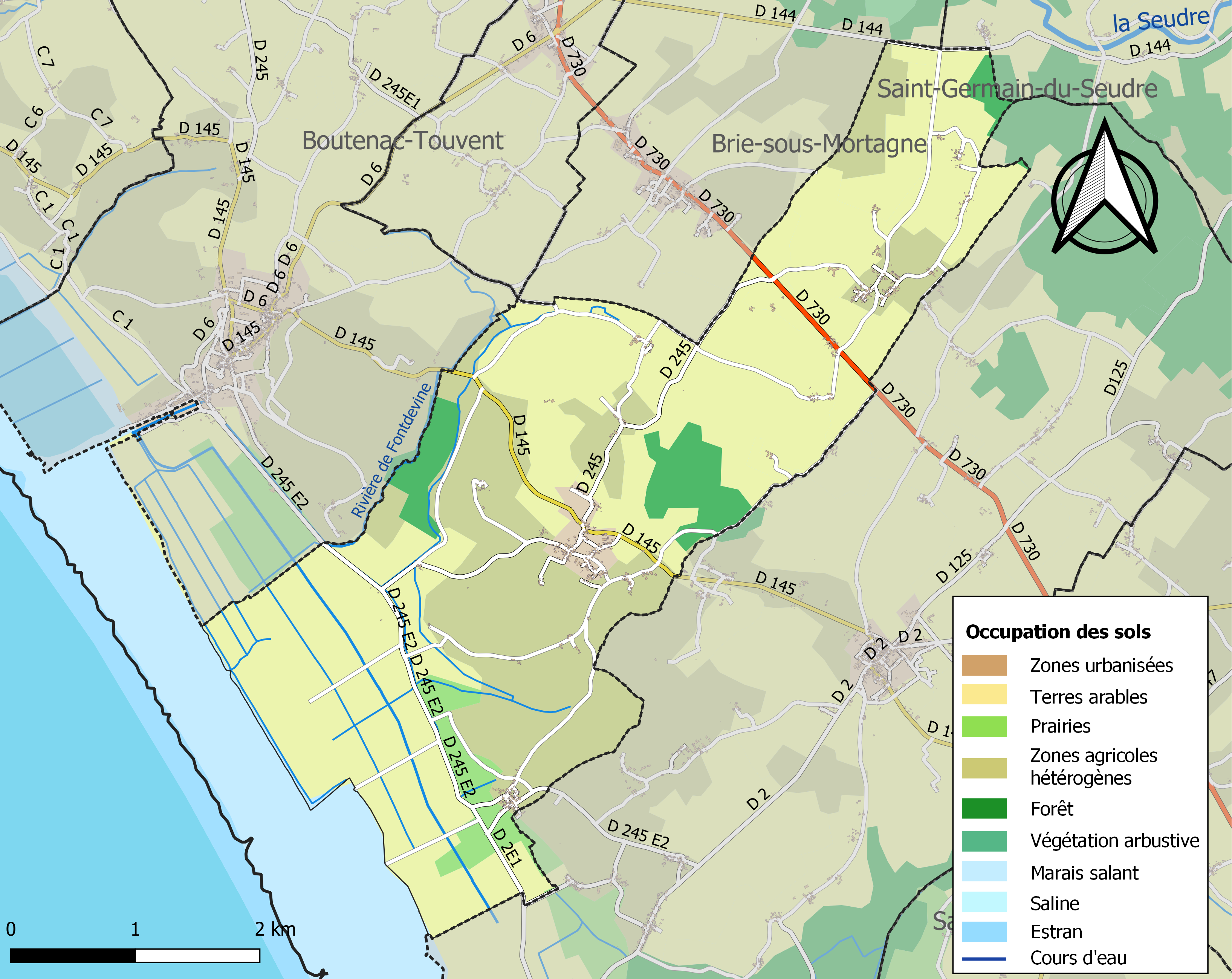
弗卢瓦拉克的OSM定位图

## 行政
弗卢瓦拉克的邮政编码为17120，INSEE市镇编码为17160。

## 政治
弗卢瓦拉克所属的省级选区为桑通日-河口县。

## 人口

1962-2008年间弗卢瓦拉克人口变化图示

弗卢瓦拉克于2022年1月1日时的人口数量为427人。